# 青年警察
，是一部2017年上映的韓國動作片，由電影《再見我的微笑》《考拉》的導演金周焕執導，並由朴敘俊與姜河那主演。影片講述兩位新進警察大學的學警，在學堂一拍即合成為好友；一次機緣巧合，兩人目擊一宗綁架案，遂遵學堂所得，從速報警，有見警方沒有即時行動，兩位熱血學警決定要英雄救美。

## 演出陣容

### 主要人物
- 朴叙俊 飾演 朴基俊（台灣配音：宋昱璁）

行動派，先做再說的熱血警大生。
- 姜河那 飾演 姜熙烈（台灣配音：孟慶府）

凡事都要遵循原則的理性警大生。

### 其他人物
- 成東鎰 飾演 楊守賢（台灣配音：于正昌）

警察大學教授。
- 朴河宣 飾演 美杜莎（台灣配音：楊凱凱）

警察大學軍紀班長。
- 高俊 飾演 英春（台灣配音：陳彥鈞）

犯罪組織成員。
- 李皓京 飾演 允靜

遭到綁架的女學生。
- 趙浚飾演 軍浩（台灣配音：何志威）

犯罪組織成員。
- 裴侑藍 飾演 在浩（台灣配音：何志威）

與朴基俊、姜熙烈同期的警大生。
- 李承熙（이승희）飾演 建熙

離家出走少女掮客。
- 河鉉秀（하현수）飾演 勝民

與朴基俊、姜熙烈同期的警大生。
- 鄭叡智 飾演 藝珍

與朴基俊、姜熙烈同期的警大生。
- 金民松（김민송）飾演 青剛

朝鮮族男子。
- 禹尚基（우상기）飾演 東浩

朝鮮族男子。
- 李在雄（이재웅）飾演 在雄

朝鮮族男子。
- 韓東熙（한동희）飾演 韓巡警
- 李道賢（이도현）飾演 計程車司機
- 李正秀 飾演 採耳房室長
- 裴孝珍（배효진）飾演 採耳房職員美智
- 安成奉（안성봉）飾演 夜店門衛
- 李秀仁（이수인）飾演 夜店女子秀仁
- 潘素英 飾演 夜店女子素英
- 李世熙 飾演 夜店女子世熙
- 智燦 飾演 便利店客人
- 朴宰弘 飾演 警察大學訓練團
- 韓勝允 飾演 警察大學訓練團
- 劉慶秀 飾演 警察大學義警
- 吳裕珍（오유진）飾演 離家出走的高中生恩美
- 鄭多恩 飾演 離家出走的高中生孝珍
- 韓智媛 飾演 被綁架的高中生智媛
- 李恩泉 飾演 被綁架的高中生恩泉
- 姜民泰 飾演 英春的同夥
- 金圭白（김규백）飾演 英春的同夥
- 鄭東勳 飾演 警校同期大學生
- 趙成久 飾演 警校同期大學生

### 友情出演
- 黃燦盛 飾演 黃燦盛
- 安秀敏（안수민）飾演 安秀敏
- 邊佑錫 飾演 夜店裡的藝人
- 呂旭煥 飾演 夜店女子的男友

### 特別出演
- 鄭原仲 飾演 警察大學院長
- 南文哲 飾演 婦產科院長
- 李準赫 飾演 警察大學河教授（台灣配音：陳彥鈞）
- 金康鉉 飾演 金組長
- 崔宏一 飾演 姜熙烈的父親
- 徐正妍 飾演 朴基俊的母親

## 发行
此片發行商樂天娛樂表示，「青年警察」將於2017年8月24日起在印尼先行上映，隨後將陸續於台灣、香港、新加坡、馬來西亞、越南、菲律賓、日本、澳洲、紐西蘭、英國、美國等地上映。

## 争议
因作品中將朝鮮族描寫為販賣人體器官的兇惡罪犯，一些在韓朝鮮族團體向法院提告希望該作品能停止上映，認為製作方應該對朝鮮族道歉。2020年6月，首爾中央地方法院認為電影中的虛構情節含有貶低原告方以及令原告方不適的內容，判令雙方和解，而製作方已於4月發佈對朝鮮族的道歉信。

## 票房
小成本電影《青年警察》憑著不錯口碑，在韓國本土上映十三天觀影人數已突破400萬人次，成為大片雲集競爭激烈的韓國暑期檔中最亮眼的「黑馬」影片。電影最終觀影人數為565萬人次，暫列2017年韓國電影的票房排名第5位，排在《我只是個計程車司機》《共助》《軍艦島》和《犯罪都市》之後。

## 奖项荣誉
| 年份   | 頒獎典禮                            | 獎項             | 入围者       | 结果 | 参考        |
| ------ | ----------------------------------- | ---------------- | ------------ | ---- | ----------- |
| 2017年 | 第54屆大鐘獎                        | 新人男演員獎     | 朴敘俊       | 獲獎 |             |
| 2017年 | 第54屆大鐘獎                        | 新人导演奖       | 金周焕       | 獲獎 |             |
| 2017年 | 第37屆韓國電影評論家協會獎          | 最佳新人男演員獎 | 朴叙俊       | 獲獎 | [ 7 ]       |
| 2017年 | 第37屆韓國電影評論家協會獎          | 十佳作品         | 《青年警察》 | 獲獎 | [ 7 ]       |
| 2017年 | 第26届釜日電影獎                    | 最佳新人男演员   | 朴叙俊       | 提名 |             |
| 2017年 | 第1届The Seoul Awards               | 最佳新人男演员   | 朴叙俊       | 提名 |             |
| 2017年 | 第6届韩国电影演员协会明星之夜颁奖礼 | 人气明星奖       | 朴叙俊       | 獲獎 | [ 8 ] [ 9 ] |
| 2018年 | 第9屆年度電影獎                     | 最佳新人男演員   | 朴叙俊       | 獲獎 |             |
| 2018年 | 第23届春史電影獎                    | 最佳新人男演员   | 朴叙俊       | 獲獎 | [ 10 ]      |
| 2018年 | 第38届黄金摄影奖                    | 最佳女配角       | 朴河宣       | 獲獎 |             |

## 外部連結
- NAVER上《青年警察》的資料
- Daum上《青年警察》的資料

- 韩国电影数据库（KMDb）上《青年警察》的資料
- 互联网电影数据库（IMDb）上《青年警察》的资料（英文）
- 豆瓣电影上《青年警察》的資料 （简体中文）
- Yahoo奇摩電影上《青年警察》的資料（繁體中文）
- 開眼電影網上《青年警察》的資料（繁體中文）
- Box Office Mojo上《青年警察》的资料（英文）
- 《青年警察》在WMOOV電影的資料 （页面存档备份，存于）（中文）
- 《青年警察》HKMOVIE6的資料 （页面存档备份，存于）（中文）
- 《青年警察》YAHOO香港電影的資料（中文）